# Daniel Aguirre (Fußballspieler)
Daniel Aguirre Domínguez (* 28. Juli 1999 in Redwood City, Kalifornien) ist ein mexikanisch-amerikanischer Fußballspieler, der vorwiegend im Mittelfeld agiert.

## Leben
Seine Laufbahn als Erwachsenenspieler begann Aguirre bei LA Galaxy II und ab der Saison 2021/22 wurde er auch in den Kader der ersten Mannschaft von LA Galaxy aufgenommen. 2023 kam er bei LA Galaxy zu insgesamt 25 Punktspieleinsätzen, wobei er nur dreimal von Beginn an spielte und 22 Mal eingewechselt wurde. Insgesamt spielte er in diesem Jahr 552 Minuten. Bei allen zehn Einsätzen im ersten Halbjahr 2024 wurde er stets eingewechselt und brachte es auf eine Gesamtspielzeit von 98 Minuten. 
Zur Apertura 2024 wurde Aguirre vom mexikanischen Erstligisten Deportivo Guadalajara verpflichtet.